# Juan Ángel de Zumaran

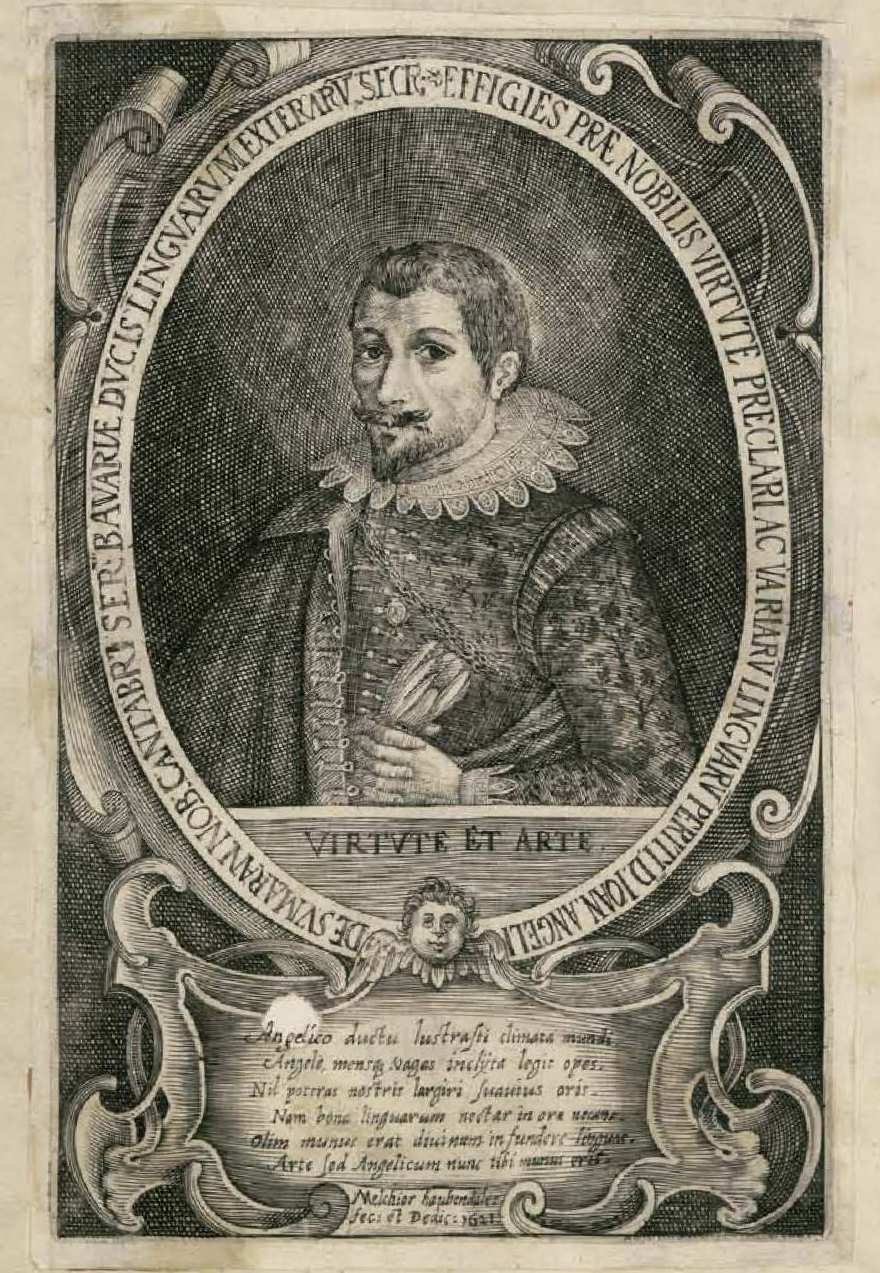
Retrato de Juan Ángel de Zumaran al frente del manuscrito Guerras de Alemania desde el año 1617 hasta el año 1631 compuesta por Juan Ángel de Zumaran, grabado de Melchior Haubendaler, Biblioteca Nacional de España, signatura Mss/2772.

Juan Ángel de Sumaran o Zumaran, profesor e intérprete de lenguas guipuzcoano, del que apenas se tienen más datos biográficos que los por él mismo proporcionados en sus obras, es autor de varias gramáticas para el estudio de las principales lenguas europeas. 
Viajero por Europa al servicio de Isabel Clara Eugenia y del duque de Baviera, quizá soldado algún tiempo pues en la dedicatoria de una de sus obras decía haber acudido con «gente y socorro de su Magd Cesarea a los Estados de Flandes ante Breda», profesor en Múnich, en 1626 publicó en Ingolstadt, titulándose «nobilis cantabri», su Thesaurus fundamentalis, quinque linguarum. En su dedicatoria a Francisco de Moncada, embajador español en Alemania, decía tener gran experiencia «con tantos Príncipes y Cavalleros que he enseñado, en el Imperio, con grandísima honrra y satisfación», y se dolía «de nuestra nación Española, poco curiosa de saber lenguas estrangeras, cosa muy indigna de una Nación tan nombrada en estos siglos». Había impreso ya, según declaraba, un libro de tres lenguas, es decir, el Tyrocinium gallicum, italicum et germanicum (Múnich, Anna Berg, 1617) y otro de cuatro, el Libro muy provechoso para aprender las lenguas (Múnich, Vidua Bergiana, 1621), siendo este de cinco un preámbulo de lo que esperaba fuese su gran obra: un «Vocabulario Español, Francés, Italiano, Latín y Alemán [...] El qual será entitulado. Tesoro Vniversal de lenguas», proyecto del que no se tiene otra noticia. Además, en Viena salió en 1634 una Gramática y pronvnciación alemana y española, española y alemana, que fue, al parecer su última obra, con dos ediciones diferentes pero texto común. 

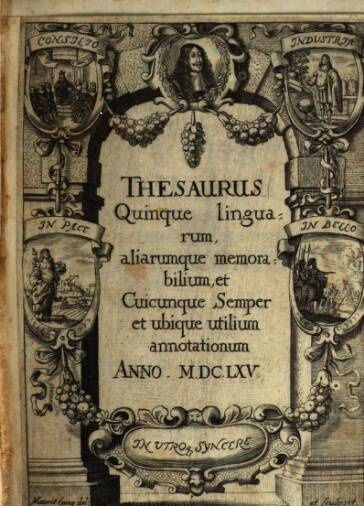
Frontispicio grabado por Mauritius Lang del Thesaurus quinque germanicae, latinae, hispanicae, gallicae et italicae linguarum fundamentalis, edición de Joanne a Schweitzeren, Viena, Susanna Rickesin, 1665.

Todavía en 1665 salió en Viena una versión del Thesaurus firmada por Johannes Schweitzeren. Cualquiera de ellas pudo ser la «grammatica alemana y española del Sumeran» que el embajador alemán en Madrid Francisco Eusebio de Pötting, hizo llegar a la infanta Margarita el 1 de enero de 1666, cuando la futura emperatriz, próxima a desposarse con Leopoldo I de Habsburgo, quiso antes de partir iniciarse en el estudio del alemán.
Publicó además dos traducciones, del español al alemán y del alemán al italiano, quedando al menos otra inédita. La primera, aparecida en Múnich en 1619, la traducción al alemán de la Historia, vida y milagros, éxtasis y revelaciones de la bienaventurada virgen Santa Juana de la Cruz, del franciscano Antonio Daza (Zaragoza, 1611 y Madrid, 1614), con dedicatoria a la comunidad del convento de San Juan de Múnich en el que se hallaba acogido. Defensor de la casa de Austria en sus dos ramas y fiel católico, tradujo más tarde del alemán al italiano con declarada intención polémica y anticalvinista, tachando a Ernesto de Mansfeld de traidor, el anónimo Specchio Tragico (s.l. 1623), sin nombre de autor en portada pero firmando «G. A. D. Sumaran Biscaino» la dedicatoria a Gómez Suárez de Figueroa y Córdoba, duque de Feria. Escribió también una historia de las Guerras de Alemania desde el año de 1617 hasta el año de 1631, «la mayor parte della traducida de diferentes lenguas y particularmente de la lengua Alemana», conservada manuscrita en la Biblioteca Nacional de España. En su presentación se dice compuesta por «Juan Ángel de çumaran: Guipuzcoano, Conde del Sacro Palacio Lateranense», explicando que ha sido «Sacada de los Archivos de nuestros enemigos, que se hallaron en la batalla de Praga y conquista del Reyno de Bohemia» y dividida en quince libros.